# Herman Kunnen
Herman Kunnen (Antwerpen, 28 maart 1925 – Drongen, 27 augustus 2001) was een Belgische atleet, die gespecialiseerd was in de 400 m. Hij nam eenmaal deel aan de Olympische Spelen en veroverde drie Belgische titels.

## Biografie
Kunnen behaalde tussen 1946 en 1948 drie opeenvolgende Belgische titels op de 400 m. In 1946 nam hij deel aan de Europese kampioenschappen atletiek in Oslo, waar hij de finale haalde. Twee jaar later nam hij deel aan de Olympische Spelen in Londen. Hij won zijn reeks, maar startte niet in de kwartfinales.
In 1946 evenaarde hij met een tijd van 48,9 s het Belgische record van Claude Schwartz. Een jaar nadien verbeterde hij dit tot 48,8.

### Clubs
Kunnen was aangesloten bij SC Anderlecht.

## Belgische kampioenschappen
| Onderdeel | Jaar             |
| --------- | ---------------- |
| 400 m     | 1946, 1947, 1948 |

## Persoonlijk record
| Onderdeel | Prestatie | Datum        | Plaats |
| --------- | --------- | ------------ | ------ |
| 400 m     | 48,8 s    | 13 juli 1947 | Parijs |

## Palmares

### 400 m
- 1946:  BK AC – 49,0 s
- 1946: 6e EK in Oslo - diskwalificatie
- 1947:  BK AC – 48,9 s
- 1948:  BK AC – 49,8 s
- 1948: DNS ¼ fin. OS in Londen – 50,0 s in reeksen

### 4 x 100 m
- 1946: 6e EK in Oslo - 43,5 s